# Miguel Mora
Miguel Mora Morales (Barcelona, 3 de Maio de 1974) é um futebolista Espanhol, que joga habitualmente a Guarda Redes.
Actualmente joga pelo Rio Ave Futebol Clube.